# Тео де Раадт
Теодор (Тео) де Раадт (Theo de Raadt, [θio dε rɔt], нар. 19 травня 1968, Преторія, Південна Африка ) - канадський програміст і хакер . Мешкає в місті Калгарі, в одній із десяти провінцій Канади - Альберта . Засновник та ідейний лідер проектів OpenBSD та OpenSSH також був одним із засновників проекту NetBSD . Конфлікт з основною групою NetBSD зрештою призвів до створення проекту OpenBSD .

## Дитинство
Тео де Раадт - старший із чотирьох дітей у сім'ї, у нього два брати і одна сестра. Занепокоєвшись обов'язковою дворічною військовою повинності, що існувала на той момент у Південній Африці, сім'я була змушена емігрувати до Канади, до міста Калгарі, у листопаді 1977 року. До переїзду Тео отримав свій перший комп'ютер Commodore VIC-20, який незабаром поміняв на Amiga . Саме на цих комп'ютерах він починав розробляти програмне забезпечення.
У 1992 році отримав ступінь бакалавра з інформатики в Університеті Калгарі .

## NetBSD
Проект NetBSD був заснований у 1993 році Крісом Діметріо, Адамом Глассом, Чарльзом Ханнамом та Тео де Раадтом. Де Раадт був засмучений у швидкості та якості Jolix, а потім і Berkeley Software Distribution ; він вірив, що більш відкрита модель розробки має принести більше користі розробці операційної системи . Jolix, також відомий як 386BSD, був відгалуженням від оригінального університетського видання Берклі 4.3BSD, тоді як новий проект NetBSD мав об'єднати важливий код із релізів Networking/2 та 386BSD. Новий проект був сфокусований на чистому, доступному, коректному коді з метою створення уніфікованої, мультиплатформної, придатної для виробничого застосування, що базується на BSD операційній системі.
Через велике поширення мереж, наприклад Internet, де Раадт запропонував ім'я «NetBSD», з яким інші три засновники погодилися.
Перший репозиторій NetBSD було відкрито 21 березня 1993 року, а перший реліз, NetBSD 0.8, було випущено вже 20 квітня. NetBSD 1.0 був випущений 26 жовтня 1994 року, це був перший мультиплатформний реліз з підтримкою наступних платформ: PC, HP 9000 Series 300, Amiga, Macintosh m68k, Sun -4c series and PC532.
Спір, що розгорівся, про подальші шляхи розвитку проекту та його основні принципи призвів через два роки до конфліктної ситуації. Непоступливість і безкомпромісність де Раадта стали причиною того, що Тео де Раадт одного дня виявив, що не має більше доступу до проекту. Йому вказали на двері, і «Елвіс залишив будинок», не преминувши голосно нею грюкнути, — де Раадт  опублікував листування, в якому викладено весь процес його видалення з проекту.

## OpenBSD
Незабаром після виключення зі складу розробників NetBSD де Раадт знайшов спосіб реалізації своїх організаторських здібностей, чотирнадцятирічного досвіду системного програмування BSD-подібних операційних систем (у тому числі 10 років у SunOS ), а також, якщо так можна сказати, реабілітації в очах громадськості. Не минуло й року, як розробник ініціює створення проекту OpenBSD — ОС, що базується на коді NetBSD. Внутрішній реліз (1.2) побачив світ у липні 1996 року, публічна версія 2.0 системи побачила світ 18 жовтня. З цього моменту нові релізи з'являються щопівроку.
Де Раадт більш ніж добре засвоїв колишній урок і тепер керує проектом OpenBSD досить непогано, хоча потік скарг від журналістів та інтерв'юерів на нього не вичерпується. Він пишається тим, що його проект не зриває термінів релізів. Що ж до проекту NetBSD, то через помилки керівництва він зараз перебуває в незавидному становищі. 
Одна з основних цілей, які переслідує проект OpenBSD, — створення відкритої, вільної від обмежень у плані поширення ОС. Щоб цього досягти, для програмного забезпечення, що входить до складу системи, вирішено використовувати ліцензії, схожі за умовами ліцензії BSD . Зокрема, ліцензія BSD не накладає будь-яких обмежень на приватне або комерційне використання ПЗ, а лише зобов'язує зберігати в модифікованих версіях згадку про авторів та власне текст ліцензії. Отже, для основних компонентів системи допустимими є ліцензії ISC, BSD, Apache (стара, не 2.0), MIT та аналогічні. А ось використання copyleft -ліцензій, зокрема найпоширенішої у світі вільної ліцензії GNU GPL через їх обмежуючий характер, забороняється.
Втім, окремі GPL-компоненти можуть все ж таки бути присутніми в тих випадках, коли їм немає альтернативи з відповідною ліцензією, а для створення задовільної заміни у команди OpenBSD не вистачає можливостей. Найяскравіший зразок такого роду винятків — використання GNU Compiler Collection як системного компілятора (в даний момент за підтримки розробників OpenBSD йде розвиток Portable C Compiler ).
У червні 2001 року вихідний текст системи та дерева портів був підданий ретельній ліцензійній ревізії. Виявилося, що більше сотні файлів "не обтяжені" ліцензіями, неясно ліцензовані або взагалі використовуються без дотримання умов ліцензій, на які поширюються. У багатьох випадках учасникам проекту доводилося звертатися до авторів ПЗ для з'ясування їх позиції. Часто творці відповідних програм змінювали ліцензії більш ліберальні, рідко — код видалявся з вихідних текстів OpenBSD чи портів.

## Особистість
Тео був прихильником вільного програмного забезпечення з тих пір, як заснував OpenBSD, крім цього він також є прихильником свободи слова. Мав громадські розбіжності з різними групами, від прихильників Linux до урядів. Він дуже амбітна і пряма людина. Прямота Тео найчастіше стає причиною конфліктів. Де Раадт любить подорожувати світом.